# Edelmiro Santos Díaz
Edelmiro Santiago Santos Díaz es un médico y político mexicano. Es miembro del partido Movimiento Regeneración Nacional (Morena) y ocupa el cargo de diputado federal para el periodo de 2018 a 2021.

## Reseña biográfica
Edelmiro Santo Díaz es médico cirujano y partero egresado de la Universidad Autónoma de Nuevo León y tiene especalidad en Ginecología y obstetricia. 
De 1976 a 2006 ejerció su profesión como médico ginecólogo en el Instituto Mexicano del Seguro Social y de 1989 a 2018 en el servicio médico de la Sección 50 del Sindicato Nacional de Trabajadores de la Educación en el estado de Nuevo León.
De 2012 a 2015 fue presidente del comité estatal de Morena en Nuevo León. En 2018 fue elegido diputado federal por la vía plurinominal a la LXIV Legislatura que concluirá en 2021. En la Cámara de Diputados es secretario de la comisión de Seguridad Social; e integrante de las comisiones de Economía, Comercio y Competitividad; y de Salud; además de la comisión bicameral de Concordia y Pacificación del Congreso de la Unión.
En el mes de abril de 2020 cobró notoriedad al presentar una iniciativa de ley que pretendía nacionalizar las Administradoras de Fondos para el Retiro (AFORES) y que su administración pasara de las instituciones privadas, al Banco del Ahorro Nacional y Servicios Financieros —hoy Banco del Bienestar—; iniciativa que generó rechazo en sectores políticos y económicos del país, y que finalmente fue desechada como inviable por la dirigencia de Morena. El 12 de mayo de 2021 trascendió en medio un presunto oficial enviado por el diputado Santos Díaz a su coordinador de bancada, Ignacio Mier Velazco, en donde le anunciaba que retomaría la presentación de dicha iniciativa de nacionalizar las Afores; el mismo día, tanto la dirigencia de Morena, como el diputado declararon que dicho oficio era falso y no tienen intención alguna de presentar una iniciativa en dicho sentido.